# Siergiej Butyrin
Siergiej Iwanowicz Butyrin (ros. Сергей Иванович Бутырин, ur. 1900 w Charkowie, zm. 1942) – radziecki działacz partyjny.

## Życiorys
Ukończył Charkowski Uniwersytet Państwowy, od 1926 należał do WKP(b), był działaczem związkowym, państwowym i partyjnym. W lutym 1939 został I sekretarzem Komitetu Obwodowego KP(b)U w Mikołajowie, jednocześnie od 17 maja 1940 do śmierci był członkiem KC KP(b)U i od 1941 do końca życia członkiem Rady Wojennej 26 Armii Frontu Południowo-Zachodniego w stopniu komisarza brygadowego. Zginął w walkach na froncie.